# Sätra, Östervåla
Sätra är en by i Östervåla socken, Heby kommun.
Sätra omtalas i dokument första gången 1418 ("i Sætrum"). 1418 nämns två fastrar i Sätra vid Våla häradsrätt. Under 1500-talet upptas Sätra i jordeboken som 1 helt mantal skatte om 4 öresland 8 penningland, med skatteutjord i Svingbolsta och från 1546 i Gunnarsbo.
Sätra hade sina fäbodar vid Sätravallen, som brukades av Sätra och Olbo.
Gårdarna i byn kallas Gustav-Jans, Jan-Ols och Lars-Jans.